# Associação Esportiva Evangélica
Associação Esportiva Evangélica, mais conhecida simplesmente como Evangélica ou ASEEV, é um clube brasileiro de futebol da cidade de Guapó, no estado de Goiás. Até 2018 era da cidade de Paraúna. Possui o azul e o branco como cores oficiais. 
Foi campeã invicta da Terceira Divisão goiana em 2015, vencendo o Caldas por 2 a 0, ainda quando estava jogando em Paraúna.
Em 21 de Novembro de 2021, a ASEEV venceu o ABD por 4 a 3 no placar agregado e garantiu vaga para a final da Terceira Divisão goiana. Com isso, já garante também a vaga para a Segunda Divisão de 2022.

## Títulos
| Estaduais | Estaduais                            | Estaduais | Estaduais  |
|           | Competição                           | Títulos   | Temporadas |
| --------- | ------------------------------------ | --------- | ---------- |
|           | Campeonato Goiano - Terceira Divisão | 1         | 2015       |

## Jogos Internacionais[6]
| Mandante                   | Placar | Visitante | Competição       |
| -------------------------- | ------ | --------- | ---------------- |
| Babelsberg 03-BB           | 6 - 0  | ASEEV     | Amistoso de 2015 |
| Sielow-BB                  | 0 - 5  | ASEEV     | Amistoso de 2015 |
| Stahl                      | 1 - 3  | ASEEV     | Amistoso de 2015 |
| Budissa Bautzen            | 6 - 1  | ASEEV     | Amistoso de 2015 |
| Oberlausitz Neugersdorf-SN | 3 - 0  | ASEEV     | Amistoso de 2015 |